# Critical Mass
Critical Mass was een Nederlandse happy hardcore-groep die in de periode 1994 tot 1999, ten tijde van de Happy Hardcore-periode, enkele hits in de Nederlandse Top 40 op destijds Radio 538 en de publieke hitlijst; de Mega Top 50 en later de Mega Top 100 op Radio 3FM scoorden. De groep bestond uit producers Huib Schippers, Dave van Hasselaar en Ed Bout. Later sloten zangeres Ludmilla Odijk en rapper Danny Haenraets alias MC Energie zich bij de groep aan.

## Biografie
In 1994 kwam de Rotterdamse producer Ed Bout in contact met producer Dave van Hasselaar. Samen besloten zij een nieuwe groep op te richten. Het duo kreeg een opdracht van hardcore/gabber-organisatie ID&T Records om commerciële Hardcore te maken. Met Dancing Together, dat een sample van Shawn Christopher gebruikt, scoorde Critical Mass een hit. Hetzelfde jaar nog kreeg Critical Mass een gezicht met zangeres Ludmilla Odijk en rapper MC Energie.
In 1996 scoorde de band in Nederland met singles als Burnin' Love, Believe In The Future en Happy Generation enkele hits in zowel de Nederlandse Top 40 als de Mega Top 50. Later dat jaar kondigde ID&T aan dat Critical Mass spoedig samen zou worden gevoegd met 2 Unlimited. In 1997, toen de happy hardcore-rage in Nederland langzaam zijn einde naderde, bracht de groep de single Together In Dreams uit. Deze single deed het een stuk minder goed dan verwacht. Bout en Van Hasselaar besloten hun muziekcarrière een andere wending te geven door over te stappen naar andere muziekstijlen. In 1999 kwam de laatste single uit, genaamd In Your Eyes.
In 2008 trad de groep in de originele bezetting weer op, op verschillende Happy Hardcore-feesten.

## Discografie
| Single met eventuele hitnotering(en) in de Nederlandse Top 40 | Datum van verschijnen | Datum van binnenkomst | Hoogste positie | Aantal weken | Opmerkingen                                  |
| ------------------------------------------------------------- | --------------------- | --------------------- | --------------- | ------------ | -------------------------------------------- |
| Psychotic Break                                               | 1994                  |                       |                 |              | Label: Rough Trade                           |
| Burnin' Love                                                  | 1995                  |                       |                 |              | #13 in de Mega Top 50                        |
| Dancing Together                                              | 1995                  | 26-8-1995             | 37              |              | #28 in de Mega Top 50                        |
| Believe In The Future                                         | 1996                  | 15-6-1996             | 10              | 7            | Alarmschijf / #10 in de Mega Top 50          |
| Burnin' Love                                                  | 1996                  | 20-1-1996             | 9               | 10           | Re-release                                   |
| Happy Generation                                              | 1996                  | 28-12-1996            | 23              | 6            | Dancesmash Radio 538 / #26 in de Mega Top 50 |
| Together In Dreams                                            | 1997                  |                       |                 |              |                                              |
| In Your Eyes                                                  | 1999                  |                       |                 |              | Label: BYTE                                  |